# Warwick Wright

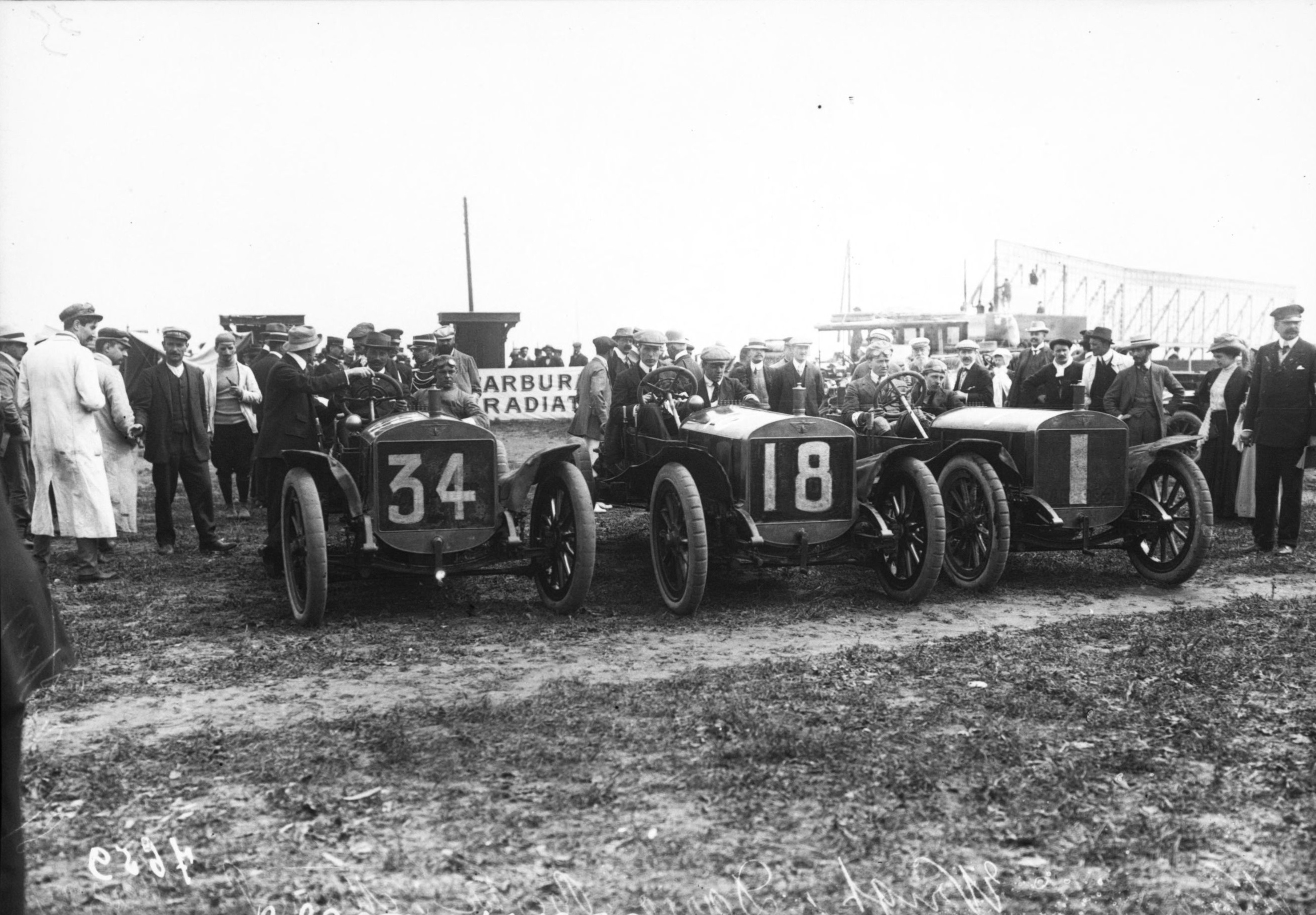
Das Austin-Team beim Großen Preis von Frankreich 1908: Warwick Wright (Nr. 34), John Moore-Brabazon (Nr. 18) und Dario Resta (Nr. 1)

Warwick J. Wright (* 19. Oktober 1876 in Birmingham; † 1945 in Westminster) war ein britischer Motorboot- und Automobilrennfahrer.

## Karriere
Warwick Wright stammte aus den West Midlands und war der Sohn des Eisengießers Joseph Wright, der in den Bau der ersten Eisenbahnstrecke in Indien beteiligt war und später das Unternehmen Head and Wright mitbegründete. Wright war ein Automobil- und Flugpionier zur Zeit der Jahrhundertwende zwischen dem 19. und 20. Jahrhundert. Er bestritt erste Automobilrennen auf der Isle of Man und in Blackpool. Bei der Eröffnung der Brooklands-Bahn im Jahr 1907 nahm er auf einem Darracq am Eröffnungsrennen, dem Montagu Cup teil, das er in Führung liegend nach zehn von elf Runden aufgeben musste.
Im folgenden Jahr nahm Wright auf einem Austin am Großen Preis von Frankreich auf dem Circuit de Dieppe nahe Dieppe teil. Er schied nach vier der zehn Runden mit Motorschaden aus. 
Bei den Olympischen Spielen 1908 in London nahm Wright gemeinsam mit Thomas Weston auf der Sea Dog am ersten olympischen Motorbootsport-Wettkampf in der C-Klasse teil, die über 40 Seemeilen führte. Von sechs Booten, die in einer der drei Klassen an den Start gingen, nahm neben der Sea Dog trotz vierer Meldungen nur noch ein weiteres in der C-Klasse teil, die Gyrinus von Thomas Thornycroft sowie den Besatzungsmitgliedern Bernard Redwood und John Field-Richards.
Die Boote durften in dieser Klasse maximal sieben Meter lang sein und höchstens 800 Kilogramm wiegen. Die Gyrinus, Wettkampfsieger des Vortages in der B-Klasse, sah zunächst nicht überlegen aus, doch weil der Motor in Warwicks Sea Dog heißgelaufen war, musste dieser aufgeben. Warwick konnte somit den Doppeltriumph der Gyrinus nicht verhindern, welche in der C-Klasse nach 2 Stunden 28 Minuten 26 Sekunden ins Ziel kam. In beiden anderen Klassen gingen Warwick und Weston nicht an den Start.
Motorbootsport war nach 1908 nie wieder olympisch, sodass Warwick Wright bis heute einer der wahrscheinlich nur 13 Motorbootsportler bleibt, die an Olympischen Spielen teilnahmen.